# V-keurmerk

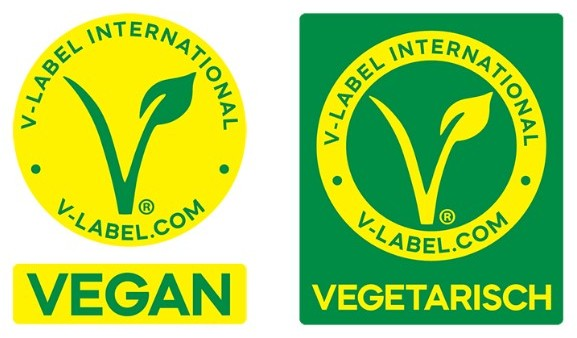
Nieuwe versie, januari 2023

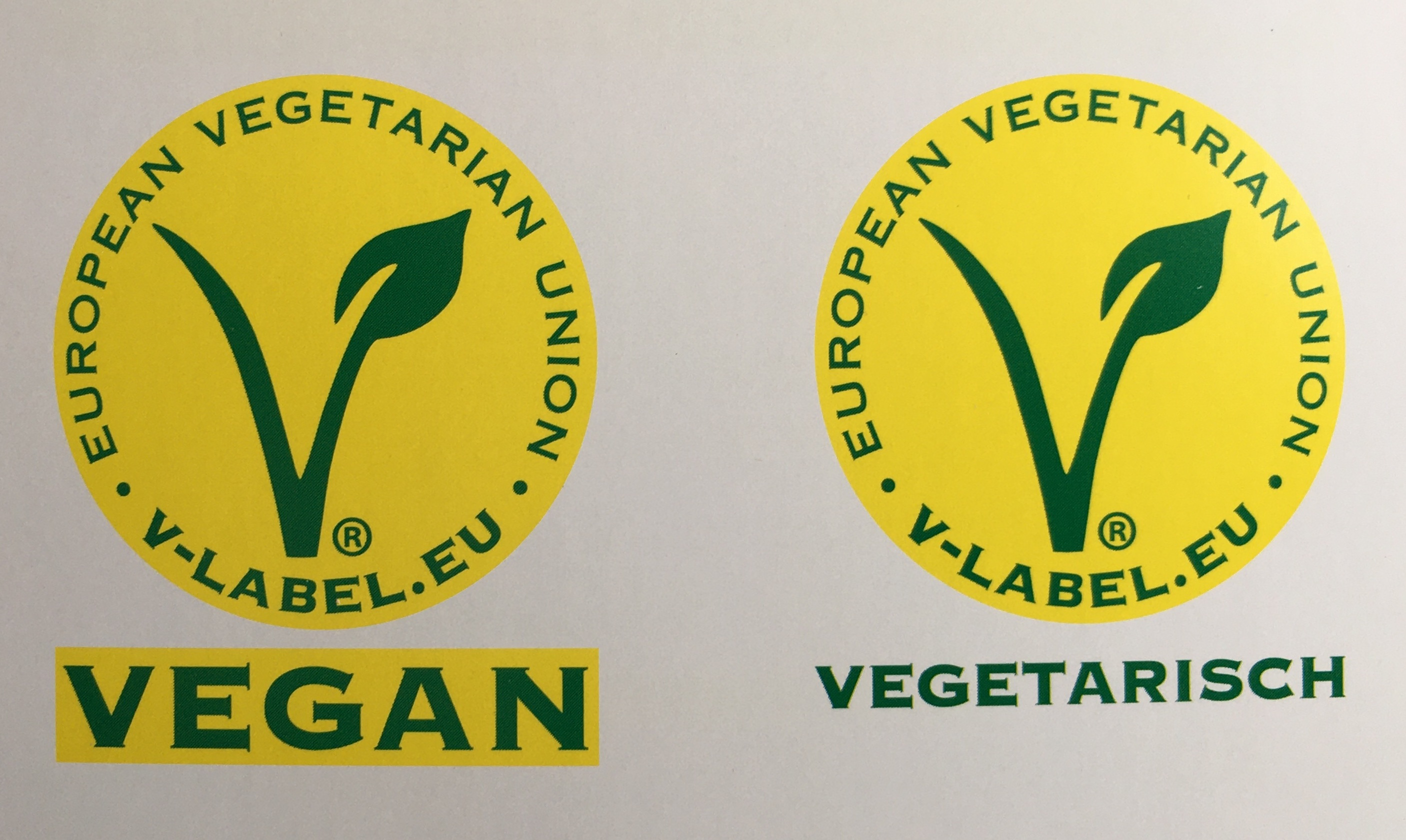
Oude variant

Het V-Label is een productkeurmerk dat aangeeft dat een voedingsmiddel gegarandeerd geen ingrediënten van dierlijke oorsprong bevat. Het Europese keurmerk wordt in Nederland uitgegeven door de Nederlandse Vegetariërsbond.
Het logo bestaat uit een geel rond vlak met daarbinnen de letter V waarvan de rechter schreef een blad is. Onder het logo staat optioneel een categorie beschreven. Er is onder meer een variant voor gegarandeerd vegetarische producten, en een variant voor gegarandeerd veganistische producten.
Het keurmerk verbiedt naast dierlijk vlees onder meer stoffen als gelatine in snoep, dierlijk vet in margarine en dierlijk stremsel in kaas.